# نيل هاريس (لاعب كرة قدم)
نيل هاريس (بالإنجليزية: Neil Harris)‏ (30 أكتوبر 1894 في المملكة المتحدة - 3 ديسمبر 1941) هو مدرب كرة قدم ولاعب كرة قدم بريطاني (وحمل سابقاً جنسية المملكة المتحدة لبريطانيا العظمى وأيرلندا) في مركز الهجوم. شارك مع منتخب اسكتلندا لكرة القدم. أما مع النوادي، فقد لعب مع أولدهام أثلتيك ونادي بارتيك ثيسل ونادي فولهام ونوتس كاونتي ونيوكاسل يونايتد ونادي لانارك الثالث.

## وصلات خارجية
- نيل هاريس على موقع قاعدة بيانات كرة القدم.إي يو (الإنجليزية)
- نيل هاريس على موقع Soccerbase.com (لاعب) (الإنجليزية)